# Derribo del C-130 en Armenia en 1958
El derribo del C-130 de 1958 fue un incidente de derribo de un avión de reconocimiento estadounidense Lockheed C-130A-II-LM que entró en el espacio aéreo soviético durante una misión de espionaje en la República Socialista Soviética de Armenia.

## Incidente

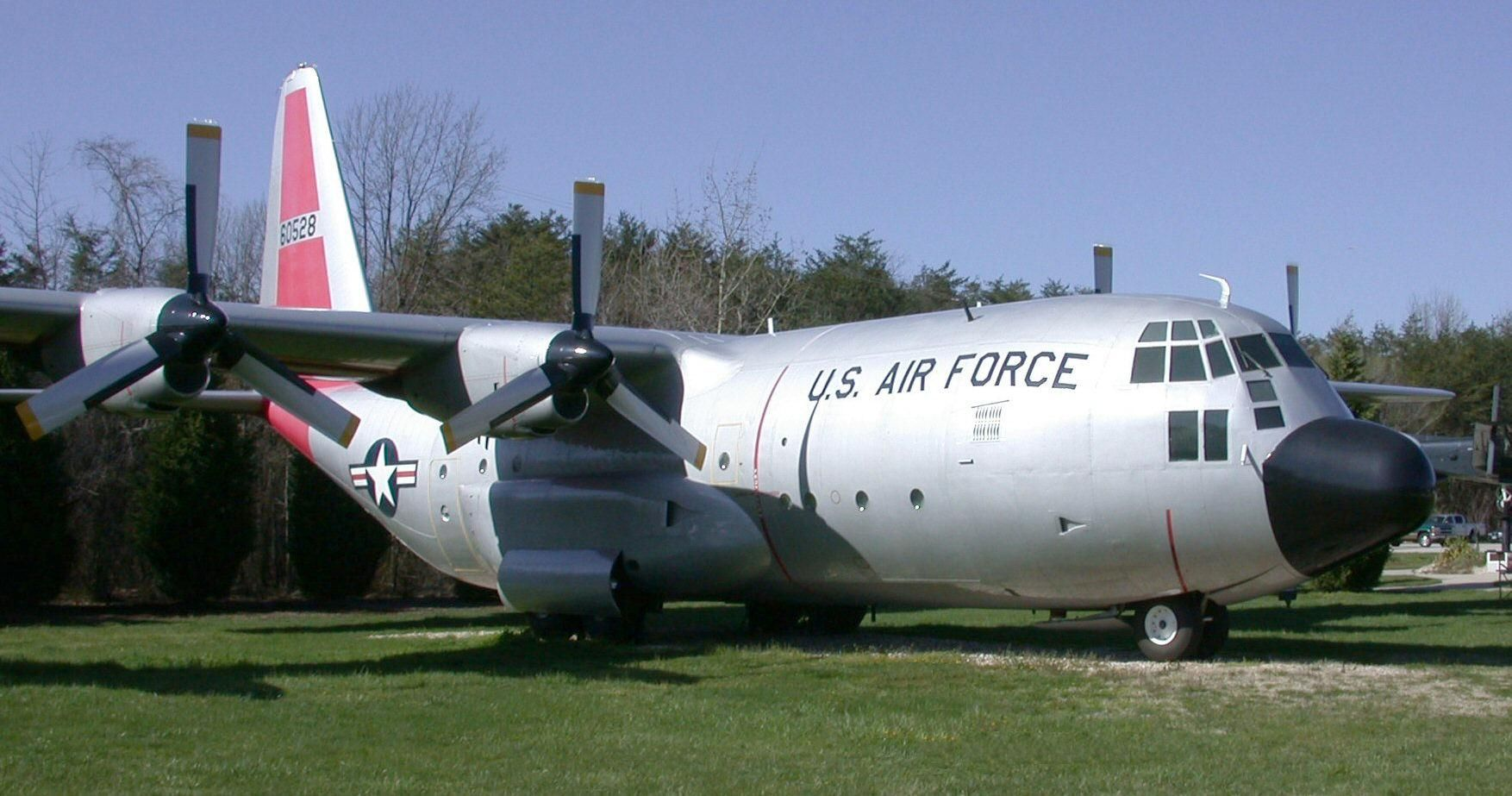
130A-45-LM (57-0453), modificado para representar al 56-0528, en exhibición en el Museo Nacional de Criptología, Fort Meade, MD

El 2 de septiembre de 1958, un Lockheed C-130A-II-LM Hércules (s/n 56-0528), del 7406.º Escuadrón de Apoyo, partió de la base aérea de Incirlik en Turquía en una misión de reconocimiento a lo largo de la frontera turco-soviética. Debía volar en un rumbo paralelo a la frontera, pero no acercarse a la frontera a menos de 100 millas (160,9 km). La tripulación informó haber pasado sobre Trebisonda en Turquía a 25 500 pies (7772,4 m) y luego acusó recibo de un informe meteorológico de Trebisonda, pero esa fue la última comunicación recibida del vuelo. En torno a las 14:00 hora local fue interceptado y derribado por cuatro MiG-17 soviéticos 54,7 km (34 mi) al noroeste de Ereván.

## Secuelas
Se confirmó la muerte de los seis tripulantes de vuelo cuando sus restos fueron repatriados a los Estados Unidos, pero las autoridades soviéticas y rusas nunca reconocieron a los 11 miembros del personal de inteligencia a bordo. En 1993, después de la disolución de la Unión Soviética, un equipo de excavación estadounidense que trabajaba en la recién independizada Armenia encontró cientos de fragmentos de esqueletos, entre los que se identificaron dos restos. En el Cementerio Nacional de Arlington se llevó a cabo un entierro grupal de los 17 restos de la tripulación.[cita requerida]

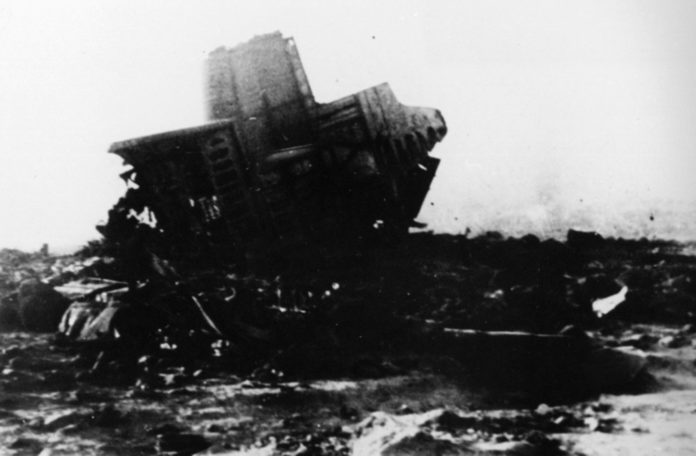
El lugar del accidente del 60528

## Razones para entrar en el espacio aéreo soviético
Se desconoce la causa exacta de por qué el avión se desvió hacia el espacio aéreo soviético, pero según la Red de Seguridad de la Aviación, la tripulación pudo haber confundido una radiofaro en la URSS con frecuencias similares a las balizas turcas que se les había ordenado utilizar, o puede haber ha sido una maniobra deliberada para obtener mejores datos.
Cuando los criptólogos de la NSA William Hamilton Martin y Bernon F. Mitchell desertaron a la Unión Soviética en 1960, mencionaron el vuelo C-130 como una de sus razones. Sostuvieron que estaba diseñado para comprender las defensas soviéticas y que, por lo tanto, posiblemente representaba un interés estadounidense en atacar a los soviéticos en lugar de defenderse de ellos. James Bamford, periodista de investigación y autor, estuvo de acuerdo en que sus afirmaciones tenían fundamento.

## Monumento

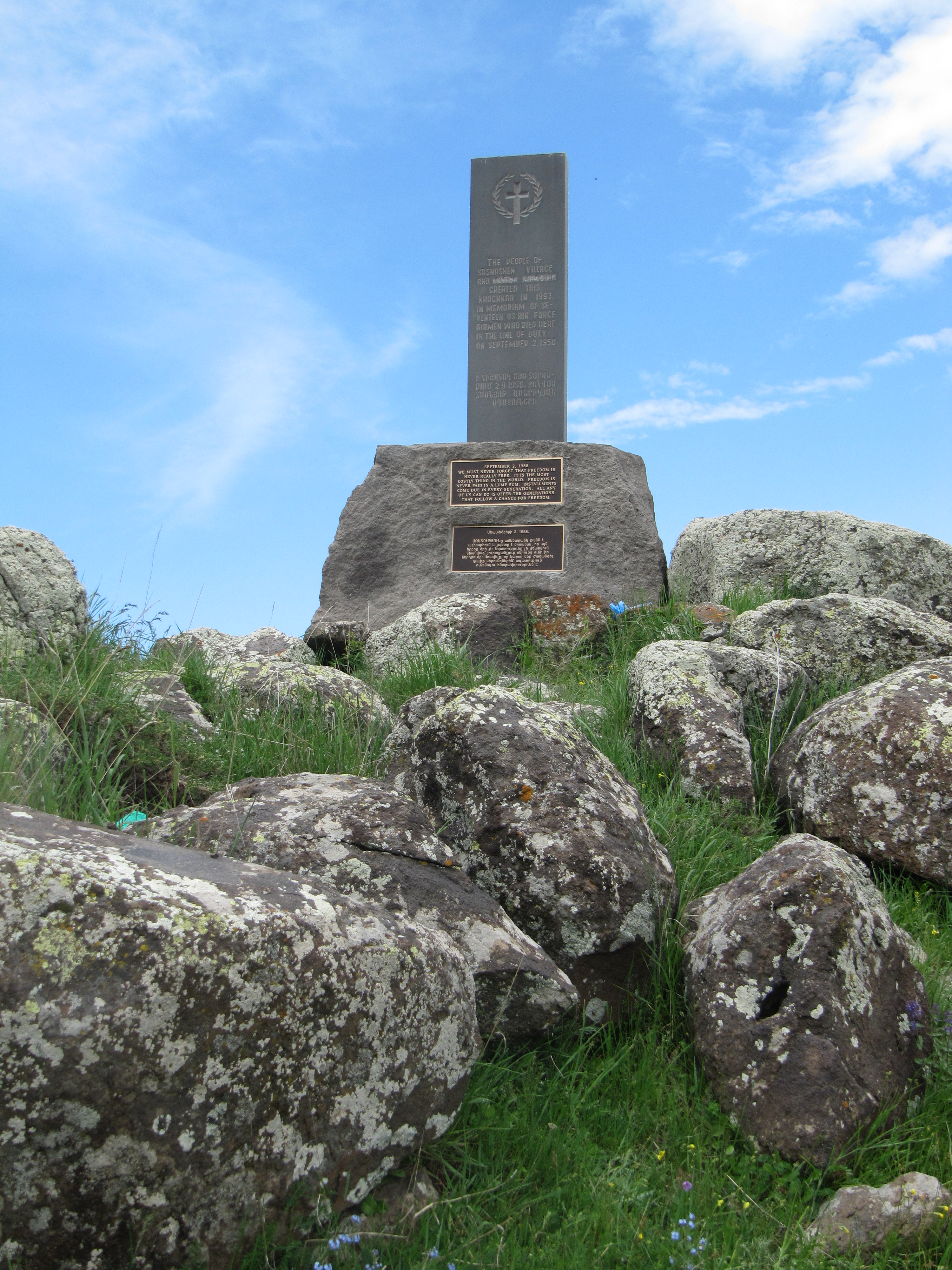
Piedra conmemorativa conjunta entre Estados Unidos y Armenia en Sasnashen, Armenia

En 1993, el escultor armenio Martin Kakosian descubrió un jachkar, una cruz de piedra tradicional armenia, en el lugar donde cayó el avión en el pueblo de Nerkin Sasnashen. Kakosian había presenciado el incidente cuando era estudiante universitario en una excursión en 1958. Más tarde, este jachkar se cayó y se agrietó, y se construyó un monumento conjunto entre Estados Unidos y Armenia para conmemorar el lugar. En 2011, la Oficina de Cooperación de Defensa del Ejército de EE. UU. renovó el jardín de infancia del pueblo en reconocimiento a la conmemoración de los aviadores caídos por parte de los vecinos.

## Medios de comunicación
El derribo aparece en el documental británico Spies in the Sky (22 de octubre de 1994), una edición de la serie Timewatch de la BBC. Incluye imágenes de la inauguración en 1993 del monumento en Nerkin Sasnashen, a la que asistió la hermana de uno de los tripulantes de la USAF.